# Marquor Rodsteen

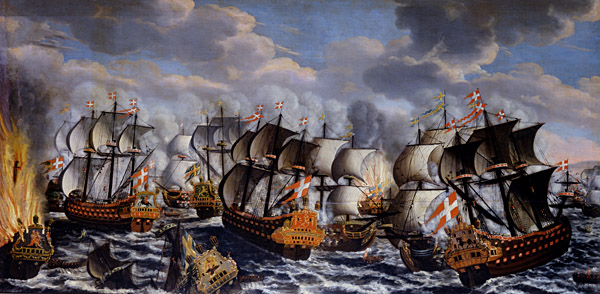
Slaget vid Köge bukt.

Marquor Rodsteen, född 31 oktober 1625 på Hørbylund, död 13 maj 1681 i Köpenhamn, var en dansk sjöofficer. Han var bror till Jens Rodsteen samt far till Christian och Peter Rodsteen.

## Biografi
Marquor Rodsteen var son till Steen Rodsteen till Lerbæk och Sønder Elkær (död 1664) och Margrethe Lavesdatter i uradelsrätten Urne (död 1664). 1644–1645 var han löjtnant vid artilleriet i Skåne och 1648–1651 i utländsk tjänst. Från 1657 till 1660 gjorde han tjänst till sjöss och hade först station på Weser med tre skepp och därefter i Henrik Bjelkes flotta, som efter Jacob van Wassenaer Obdams slag i Öresund mot den svenska flottan, inneslöt denna vid Landskrona. 1659 var han nästkommanderande chef vid Nicolai Helts flotta i Stora Bält. År 1660 avlade han ed som överstelöjtnant i artilleriet och chef för Köpenhamns Tøjhus (betydande ungefär det kungliga arsenalet) och blev följande år överste.
Han förblev vid Tøjhuset till och med utbrottet av Skånska kriget, då han avskedades av Landetaten 1676. Redan 1672 omnämns han som amiral, vilket han dock officiellt blev först 1675 eller 1676. 1675 kommenderade han en eskader som blockerade Wismar. 1676 blockerade han Göteborg, men till följd av att han hade en otillräcklig styrka till sitt förfogande samt att vädret inte var till hans fördel, riskerade han instängning av de svenska flottstyrkorna. Därför lät han sitt amiralsskepp Kjøbenhavn gå på grund och satte det i brand för att undvika att det skulle falla i fiendehänder. Detta ledde till att överstelöjtnant Johan Wibe avlöste honom och Rodsteen sändes som arrestant till Köpenhamn.
Han verkar dock inte ha suttit i arrest länge, eftersom han redan tidigt 1677 samlade skepp i Köge bukt, efter att de blivit färdigbyggda på Holmen i Köpenhamn. Med denna styrka slöt han sig i juni till Niels Juels och deltog i juni samma år under denne i slaget vid Köge bukt, där han tillsammans med amiral Henrik Span angrep det svenska grundstötta skeppet Draken och dess sekundanter. Vintern 1677–1678 var han en verksam medlem av Amiralitetet och deltog den påföljande sommaren i Juels expedition till Kalmarsund, samt i den därpå följande erövringen av Rügen. Också i krigets sista år var han eskaderchef och ombesörjde konvojer från Öresund till Norge. I december 1679, efter krigsslutet, erhöll han avsked från krigstjänsten och blev amtman över Skanderborg amt. 
Marquor Rodsteen blev 1676 riddare av Dannebrogen.